# Murighiol
Murighiol è un comune della Romania di 3 508 abitanti, ubicato nel distretto di Tulcea, nella regione storica della Dobrugia. 
Il comune è formato dall'unione di 7 villaggi: Colina, Dunavățu de Jos, Dunavățu de Sus, Murighiol, Plopu, Sarinasuf, Uzlina.
Sul territorio di Murighiol si trovano i resti della città Romana di Halmyris, esistita tra il I ed il VI secolo; le rovine comprendono parte delle mura, alcune torri, le terme ed i resti di una basilica paleocristiana con una cripta sottostante.